# Каменная степь
Ка́менная степь — государственный природный заказник федерального подчинения в Воронежской области России.

## История
В некоторых источниках пишется как Каменная Степь, также в некоторых источниках указывается как национальный парк.
Заказник создан 25 мая 1996 года Постановлением Правительства РФ № 639, и Приказом министерства охраны окружающей среды и природных ресурсов Российской Федерации (Минприроды РФ) от 21.06.1996 № 289.
Заселение территории Каменной степи началось в начале XVIII века. В это время здесь преобладали нетронутые степные пространства наряду с густыми дубравами. Однако к концу XIX века распашка первичной целины, вырубка лесов и нерегулируемый выпас скота на сохранившихся степных участках привели к уничтожению зверей и птиц, обмелению рек, сносу почвы вместе со снегом зимними ветрами, к возникновению летом знойных суховеев, гибели посевов.
В 1891 году после сильной засухи начинается голод, охвативший несколько десятков губерний.
Примерно в это же время В. В. Докучаев издает книгу «Наши степи прежде и теперь», где рассказывает о проблеме чернозёмов и мерах их восстановления. Докучаев добивается организации «Особой экспедиции по испытанию и учёту различных способов и приёмов лесного и водного хозяйства в степях России» лесного департамента для экспериментальной проверки эффективности его программы. Название экспедиции, скорее всего, подразумевало транспортные операции и временные наблюдения. Особая экспедиция создаёт длительный стационар для долговременных наблюдений, и не только наблюдений. В результате 22 мая 1892 года организуется «Особая экспедиция Лесного департамента по испытанию и учету различных способов и приёмов лесного и водного хозяйства в степях южной России». Основная её цель — испытание мероприятий по борьбе с засухой в степных регионах. Для исследований «Особой экспедиции» было выделено 3 участка: Старобельский (между Доном и Донцом), Мариупольский (между Доном и Днестром) и Хреновской, в последующем — Каменностепной (на междуречье Волги и Дона). Для ликвидации угрозы засухи сооружается система прудов и организуется первый орошаемый участок в устье балки Большеозерской (В. Н. Дейч, 1892 г.). Пруды должны были смягчить климат Каменной степи и стать источником влаги при её нехватке в данном районе. Кроме работ по увлажнению климата, велись работы по созданию полезащитных лесных полос. Общий проект облесения Каменной степи был разработан в 1892 году О. В. Ковалевым. В 1892 году К. Э. Собеневский закладывает лесной питомник на левом берегу балки Озерки. В 1893—1898 годы разработкой программы облесения занимается К. Э. Собеневский. Преобладающей формой насаждений являлись полосы и ленты различной ширины, расстояние между которыми было 200, 400 и 600 м. При этом использовались разные виды деревьев и кустарников.
В 1899 году Хреновской участок преобразуется в Каменно-степное опытное лесничество.
С 1890—1900 гг. начинается организация залежей, на которых рассматривается динамика растительности без влияния хозяйственной деятельности. Первая залежь была организована в 1885 году, последняя — в 1912 году. С 1912 года данные залежи находятся в абсолютно заповедном режиме для просмотра динамики растительного покрова под действием естественных процессов, происходящих в изменённом ландшафте. Этот ландшафт образовался в результате деятельности экспедиции В. В. Докучаева (1892 г.) и его последователей (Экспедиция Докучаева—Опытное Лесничество—Докучаевская С.-Х. Опытная Станция).
В 1946 году для дальнейших стационарных исследований Каменной степи на её территории был создан Институт земледелия Центрально-Чернозёмной полосы имени В. В. Докучаева, реорганизованный в 1956 году в Научно-исследовательский институт сельского хозяйства Центрально-Чернозёмной полосы им. В. В. Докучаева (НИИСХ ЦЧП). Институт занимался также уходом за культурным ландшафтом. В 2009 году он стал Воронежским НИИСХ имени В. В. Докучаева Россельхозакадемии, а с 2014 года он снова Научно-исследовательский институт сельского хозяйства Центрально-Чернозёмной полосы имени В. В. Докучаева (НИИСХ ЦЧП).

## География
Располагается Каменная степь на северо-востоке Воронежской области в Таловском районе, на водоразделе двух рек Чиглы — притока Битюга и Елани — притока Хопра, которые в свою очередь являются левыми притоками Дона.
Существует две трактовки Каменной степи, широком и узком смысле[уточнить] . Так профессор Н. Северцов, сторонник широкой трактовки, понимал под Каменной степью весь водораздел между реками Битюгом и Хопром. Проф. А. М. Панков включал в территорию Каменной степи юг Бобровского и запад Новохоперского районов Воронежской области.
В узкой трактовке под Каменной степью понимают степные территории, которые лежат к югу от станции Таловой и Ю.-В. ж/д в Бобровском районе Воронежской области на водоразделе рек Таловая и Н. Чигла (Чиголка). Общая площадь особо охраняемой природной территории — 5232 га.

## Геологическое строение
Каменная Степь может быть разделена на две половины — восточную и западную. Восточная половина характеризуется мощным, сильно приподнятым залеганием меловых толщ и постоянного, мало измененного, пласта валунной глины, верхний буро-желтый горизонт которой не содержит валунов и служит материнскою породою для почв. Западная половина котловинно углублена и заполнена третичными породами; моренные же отложения здесь переработаны водою и заменены древне-делювиальной красно-бурой безвалунной глиной; материнскою породою для почв является здесь безвалунный суглинок.

## Рельеф и гидрография
Наибольшие высоты 214—216 м над уровнем моря Каменной степи находятся в восточной части, там где меловой слой образует возвышение. К востоку от водораздела рек Таловой и Н. Чигла (Чиголка) образуется короткий и крутой склон, обрывающийся в балку Таловая, при этом высоты падают с 216 до 160 м. В западном направлении, образуя отлогий и длинный скат, причем на протяжении более 15-и километров высоты постепенно падают до 136 метров у балки Озерки. Кроме того Каменная степь окружена двумя возвышенностями: водораздел Хопра и Дона и востока и Придонская возвышенность с юго-запада. С северного и северного-западного направления она открыта. Такой рельеф способствует хорошему продуванию Каменной степи.
В связи с данным рельефом идет соответственное расположение гидрографической сети Каменной степи. Она представлена двумя небольшими речками: Таловая и Н. Чигла, прудами, подземными водами.

## Почвы
Были выделены черноземы обыкновенные, соответствующие среднегумусовым и среднемощным образованиям, черноземы выщелоченные, в которых уровень вскипания несколько понижен относительно гумусового горизонта, и черноземы солонцеватые.
По площади наибольшую площадь в Каменной степи занимает чернозем типичный среднемощный, в основном он приурочен к плакорному типу местности. Также на этом типе местности располагается чернозем обыкновенный. На эти два типа почв приходится 80 % территории. На склонах располагается чернозем обыкновенный слабо и средне смытый. На долю этих почв приходится 5 % территории. Остальные же типы почв занимают небольшую часть Каменной степи, их расположение связано с микрорельефом и уровнем увлажнения данной территории.
Мощность нормальных чернозёмных почв, в зависимости от рельефа, колеблется от 50 до 80—90 см; каменистые и перемытые почвы обладают небольшой мощностью; солончаковые же, особенно носящие аллювиальный характер, отличаются иногда значительной мощностью.

## Климат
1. Температура. Характеризуется большими колебаниями. Зимой до −30 °C. Летом до +40 °C. Самые резкие скачки температуры бывают в мае, когда случаются заморозки почти до −10 °C. Ещё резче это сказывается в температуре на поверхности почвы.
2. Осадки. Культурное преобразование Каменной степи привело к увеличение влажностного режима на территории и вследствие этого увеличилось количество осадков(мм\г). Так с 1928—1978 гг. они составляли в среднем 460 мм/г, а за период с 1929—2007 гг уже 484 мм/г. Внутри года осадки переместились на осенне-зимний период(нет вегетирующих растений). Участились годы с аномальным выпадением осадков. Например, в 2005 году выпало 683 мм/г; в 2006 году — 610 мм/г. Твердые осадки наблюдаются в основном зимой. Снежный покров в Кам. Степи устанавливается обыкновенно в ноябре, реже в начале декабря; сходит снег в конце марта или в начале апреля. Овраги, склоны, леса, одинокие кустарники являются главными собирателями снежных запасов.
3. Ветровой режим. Каменная степь по своему восточному положению и относительно равнинным открытым рельефом является территорией сильно подверженной ветрам. Однако наличие лесных полос способствует существенному ослаблению скорости ветра (30-40 %).
| Показатель                   | Янв. | Фев. | Март | Апр. | Май  | Июнь | Июль | Авг. | Сен. | Окт. | Нояб. | Дек. | Год |
| ---------------------------- | ---- | ---- | ---- | ---- | ---- | ---- | ---- | ---- | ---- | ---- | ----- | ---- | --- |
| Средняя температура, °C      | −6,8 | −7,1 | −1,6 | 8,2  | 15,1 | 18,8 | 20,7 | 19,6 | 13,8 | 6,9  | −1    | −5,7 | 6,7 |
| Норма осадков, мм            | 37   | 30   | 27   | 39   | 44   | 61   | 61   | 38   | 54   | 47   | 43    | 38   | 509 |
| Источник: ФГБУ "ВНИИГМИ-МЦД" |      |      |      |      |      |      |      |      |      |      |       |      |     |

## Описание
Заказник создан для охраны уникальных полукультурных лесостепных ландшафтов, оптимизации землепользования в условиях засушливого климата, является комплексом имеющим зоологическое, ландшафтное и учебное значение. Включает в себя ландшафтные комплексы «Сухопрудная балка», «Хорольская балка», а также косимые и некосимые залежи, систему старовозрастных докучаевских лесополос, Верхнее водохранилище (Докучаевское море) и колонию сурков — байбаков.

## Растительный и животный мир
Лесополосы высотой до 25 метров представляют собой многоярусные экосистемы. Верхний ярус состоит из дуба, клёна, ясеня; под их пологом — липа, яблоня, груша; ещё ниже — лещина, черёмуха, акация. У самой земли подрост деревьев и кустарники — бересклет, жимолость, крушина. Не сеется здесь дуб сам собой. Если не подсаживать его искусственно, через какое-то время место дуба займёт клён[уточнить]. В то же время среди десятков и сотен здешних лесополос нет двух одинаковых. Каждая представляет отдельный научный эксперимент (поэтому там можно встретить деревья издалека родом: из Америки, Африки, с Дальнего Востока)[уточнить] . Лесополосы различны по ширине, экспозиции, породному составу и другим особенностям.
Заселение птицами лесных полос началось сразу же после посадки лесополос и продолжалось 50-60 лет после их создания, отчего их численность стабилизировалась. Сегодня встречается около 150 видов птиц, а гнездится более 100 видов птиц (в том числе: жаворонок, серая цапля, дятел, ястреб-тетеревятник). В других местах, на открытой местности встречается степной лунь. Обитает здесь до 30 видов млекопитающих (в том числе: кабан, косуля, барсук, лиса, каменная куница, хорёк, заяц русак, ёж белогрудый, хомяк), бурозубка обыкновенная, прудовая ночница, ласка, сурок байбак, лесная соня, ондатра, водяная полёвка, обыкновенная полёвка, мышь малютка, полевая мышь, домовая мышь, серая крыса. Лесополосы вместе с позднее высаженными лесополосами окрестных хозяйств стали «мостом» между исконными лесными массивами — Шиповым лесом и Хреновским бором, расширив тем самым жизненные пространства для обитающих животных. Свою лепту в повышение плодородия чернозёмов внёс и крот, перемешивающий почву, улучшающий её водно-физические свойства и придавающий ей необходимую структуру. Именно о такой земле писал В. В. Докучаев: «Чернозём для России дороже всякой нефти, всякого каменного угля, дороже золотых и железных руд. В нём — вековечное русское богатство».

## Галерея

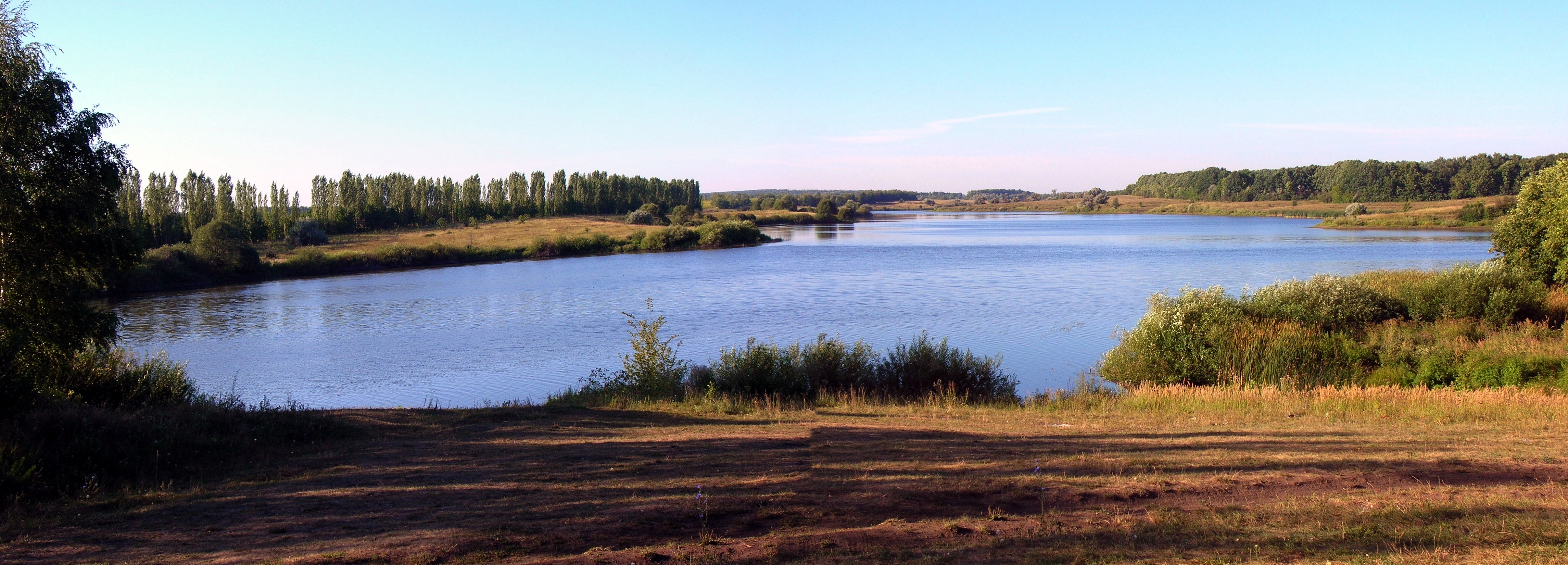
Искусственное озеро
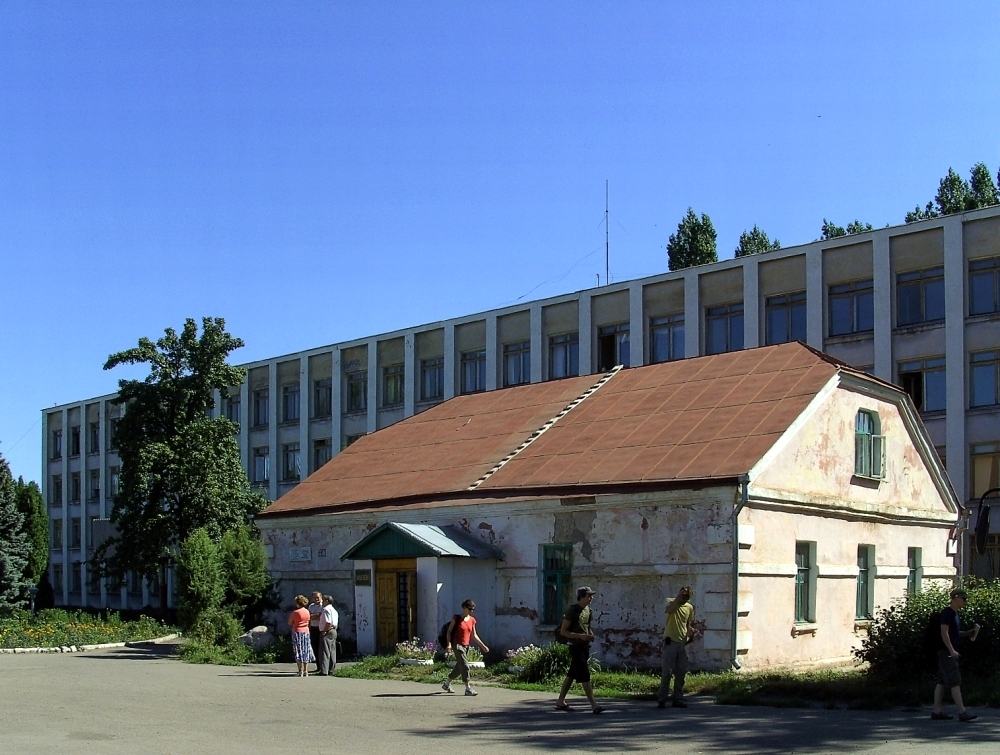
Музей у главного здания НИИ имени Докучаева
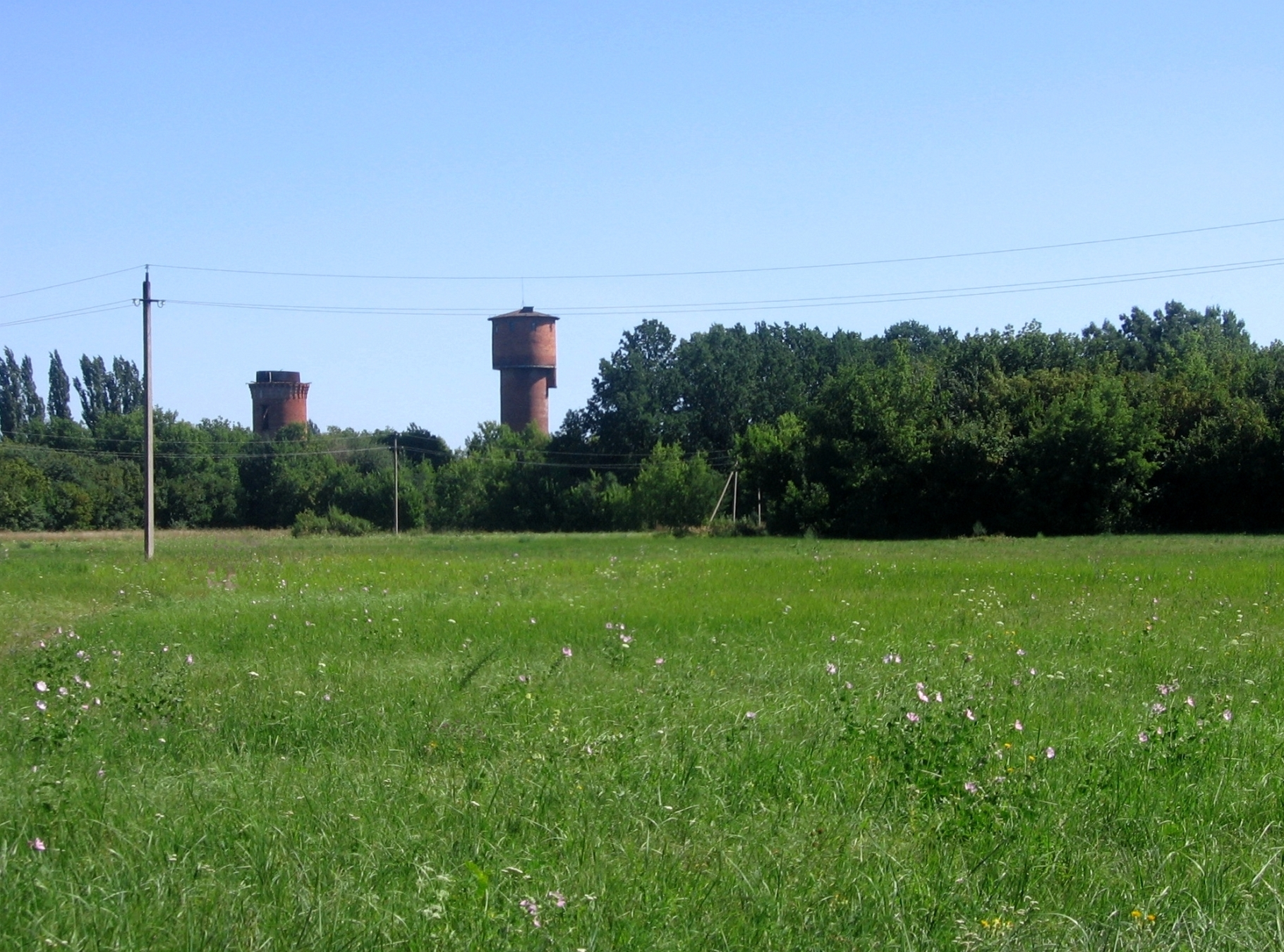
Водонапорные башни НИИ имени Докучаева